# Бен Уудбърн
Бен Уудбърн (на английски: Ben Woodburn) е английски футболист на ФК Ливърпул.
Роден в Честър, рожба на футболната школа на ФК Ливърпул. Дебютира в мъжкия отбор на клуба срещу Съндърланд (2:0) на 26 ноември 2016 г., (влиза като резерва в 92 мин.), когато е на 17 години, 1 месец и 8 дни и става третият най-млад футболист в историята на клуба, участвал в официален мач.
Три дни по-късно, в мач за Купата на лигата срещу Лийдс Юнайтед, отбелязва и първият си гол, за 2:0. Така се превръща и в най-младия футболист на Ливърпул, отбелязал гол в официален мач (17 г. и 1 месец и 11 дни). С това подобрява рекорда на Майкъл Оуен с 98 дни. Универсален играч в атака, нападател, стилът му на игра е оприличаван на този на Майкъл Оуен. Младежки национал и капитан на отбора на Уелс (до 19 г.). Поради произхода си има право да бъде в представителния национален отбор и на Англия и на Уелс. Впоследствие той се присъединява към отбора на драконите и вкарва на дебюта си срещу отбора на Австрия, 5 минути след като влиза като резерва, с което и носи победата с 1:0. По този начин той стана вторият най-млад голмайстор на Уелс след Гарет Бейл и запази отбора в обсега на квалификациите. След това той стана от пейката, за да вкара победния гол в следващия мач, победа с 2:0 над Молдова. Woodburn участва редовно от пейката към задната част на квалификационната кампания, тъй като Уелс в крайна сметка падна с две точки до мястото за плейоф. [67] [68]